# Dozwolony użytek publiczny
Dozwolony użytek publiczny – w polskim prawie autorskim zbiór ustawowych zezwoleń na korzystanie z chronionych utworów ze względu na kulturalne i edukacyjne potrzeby społeczeństwa. Nie jest on jednolitą instytucją prawną, lecz zbiorem różnych postaci dozwolonego użytku, uregulowanych w odrębnych przepisach. Dozwolony użytek publiczny pozwala na korzystanie z utworów bez uzyskiwania zgody podmiotów praw autorskich oraz (co do zasady) bez opłaty. Poszczególne postaci dozwolonego użytku stanowią ograniczenia (lub wyjątki), które są regulowane przepisami prawa międzynarodowego i unijnego.
Analogiczne przepisy znajdowały się w ustawach z 1926 i z 1952. Były wtedy pogrupowane według dziedzin twórczości: osobno uregulowano dozwolone korzystanie z utworów piśmienniczych, muzycznych i plastycznych. W ustawie z 1994 przepisy te są podzielone według celu dozwolonego korzystania. Obok uregulowań stanowiących prawo cytatu, prawo przedruku czy użytek dla dobra osób niepełnosprawnych znalazły się zezwolenia na korzystanie z utworu w związku z prezentacją lub naprawą sprzętu i korzystanie w celu odbudowy lub remontu obiektu budowlanego. Omawiane niżej przepisy ustawy z 1994 są zharmonizowane z przepisami unijnej dyrektywy 2001/29/WE w sprawie harmonizacji niektórych aspektów praw autorskich i pokrewnych w społeczeństwie informacyjnym.

## Historia
Pierwszą polską ustawą o prawie autorskim była ustawa z 1926. Przepisy o dozwolonym użytku publicznym (art. 13–16) były usystematyzowane według dziedziny twórczości. Osobno uregulowano piśmiennictwo, utwory muzyczne i plastyczne. Te przepisy zostały ustanowione ze względu na potrzeby informacyjne, naukowe, dydaktyczne i kulturalne. Obowiązywał wymóg korzystania z utworów uprzednio opublikowanych (wyjątkowo: uprzednio wydanych) i poszanowania autorskich praw osobistych.
Przepisy ustawy z 1952 dotyczące dozwolonego użytku publicznego (art. 18–21) były wzorowane na regulacjach wcześniej obowiązujących. Takie ujęcie było krytykowane ze względu na trudności interpretacyjne w zmienionych warunkach społecznych, brak jednolitości (np. nie można było stosować przepisów dotyczących jednej dziedziny twórczości w innej dziedzinie) i luki. W oparciu o te przepisy nie można było stworzyć ogólnej koncepcji dozwolonego użytku publicznego. Tak jak w okresie obowiązywania ustawy z 1926, istniał wymóg poszanowania autorskich praw osobistych. Jedynym wyjątkiem od zasady braku wynagrodzenia było umieszczenie utworu w antologii lub wypisach.
W ustawie z 1994 zrezygnowano z podziału według dziedziny twórczości. Uznano je za „silnie archaiczne”, ponieważ zaobserwowano powstawanie nowych form twórczości, które nie mieściły się dokładnie w dawnym podziale. Zamiast tego kryterium podziału stał się cel, któremu ma służyć dana postać dozwolonego użytku. I tak niektóre postaci dozwolonego użytku publicznego służą celom informacyjnym, dydaktycznym lub naukowym czy dostępowi do nauki i kultury.
Przepisy ustawy z 1994 dotyczące dozwolonego użytku publicznego były kilkakrotnie zmieniane. W 2004, w celu dostosowania polskiego prawa do prawa Unii Europejskiej (dyrektywy 2001/29/WE) zmieniono kilka przepisów i dodano kilka nowych. Były to m.in. przepisy o tymczasowym zwielokrotnianiu utworów w postaci cyfrowej i o korzystaniu z utworów dla dobra osób niepełnosprawnych. Wymienione postaci dozwolonego użytku zostały ocenione jako „pożądane i istotne”. Pozostałe miały mniejsze znaczenie. W uzasadnieniu do tej zmiany stwierdzono, że „projektowane przepisy (…) mają na celu wdrożenie znacznej części przewidzianych w dyrektywie wyjątków”. W 2015 znowelizowano szereg przepisów. Uzasadniono to koniecznością dalszego ich dostosowania do prawa unijnego, a także poprawy przepisów po przeanalizowaniu praktyki ich stosowania. Chodziło m.in. o wprowadzenie prawa wynagrodzenia z tytułu wypożyczeń bibliotecznych (public lending right). Zmiany miały ułatwić legalny dostęp do twórczości.

## Użytek utworów nadawanych drogą radiowo-telewizyjną

### Utrwalenia efemeryczne
Art. 232 ustawy o prawie autorskim i prawach pokrewnych stanowi ograniczenie autorskiego prawa do zwielokrotniania egzemplarzy utworu. Jest odpowiednikiem art. 5 ust. 2 lit. d dyrektywy 2001/29/WE, a źródłem obu tych przepisów jest art. 11 bis ust. 3 paryskiej redakcji konwencji berneńskiej. Na podstawie tego przepisu nadawcy radiowi i telewizyjni mogą utrwalać utwory i przez krótki czas używać tych utrwaleń. Większość nadawanych utworów jest uprzednio utrwalana, a omawiana regulacja legalizuje tę praktykę.
Beneficjentami tej postaci dozwolonego użytku są organizacje radiowe i telewizyjne uprawnione do nadania utworu. Chodzi jedynie o organizacje dokonujące emisji bezprzewodowej (a nie np. o nadawców kablowych) .
Użycie pojęcia „utrwalanie” jest oceniane jako nietrafne. Celem tego przepisu była nie tylko legalizacja zapisania artystycznego wykonania za pomocą urządzeń rejestrujących, ale także sporządzenia kopii istniejącego utrwalenia. Zatem ten przepis dotyczy zwielokrotniania utworów . Własne środki nadawcy (własne urządzenia techniczne) to także środki osoby trzeciej działającej w imieniu albo na odpowiedzialność nadawcy. W przypadku wyrządzenia szkody przez osobę trzecią nadawca jest zobowiązany do jej naprawienia tak, jakby sam ją wyrządził.
Utrwalenia dokonane na podstawie tego przepisu należy zniszczyć, dlatego są one nazywane „efemerycznymi” (ang. ephemeral). Przepis nie stanowi, jak długo mogą istnieć przed rozpoczęciem biegu terminu zniszczenia. W sytuacji bezterminowego uprawnienia na sporządzenie utrwaleń trudno określić, kiedy ten termin się rozpoczyna. Bezterminowe przechowywanie byłoby działaniem wykraczającym poza zakres dozwolonego użytku . Przed nowelizacją 2015 przepis zezwalał na zachowanie utrwaleń zamieszczonych w programach mających wyjątkowy charakter dokumentalny i następnie zarchiwizowanych. W uzasadnieniu do ustawy nowelizującej stwierdzono, że na gruncie przepisów dyrektywy 2001/29/WE wyjątkowa wartość dokumentalna nie dotyczy programów, a samych utrwaleń. Nie niszczy się jedynie utrwaleń wchodzących do narodowego zasobu archiwalnego.

### Reemisja antenowa i kablowa

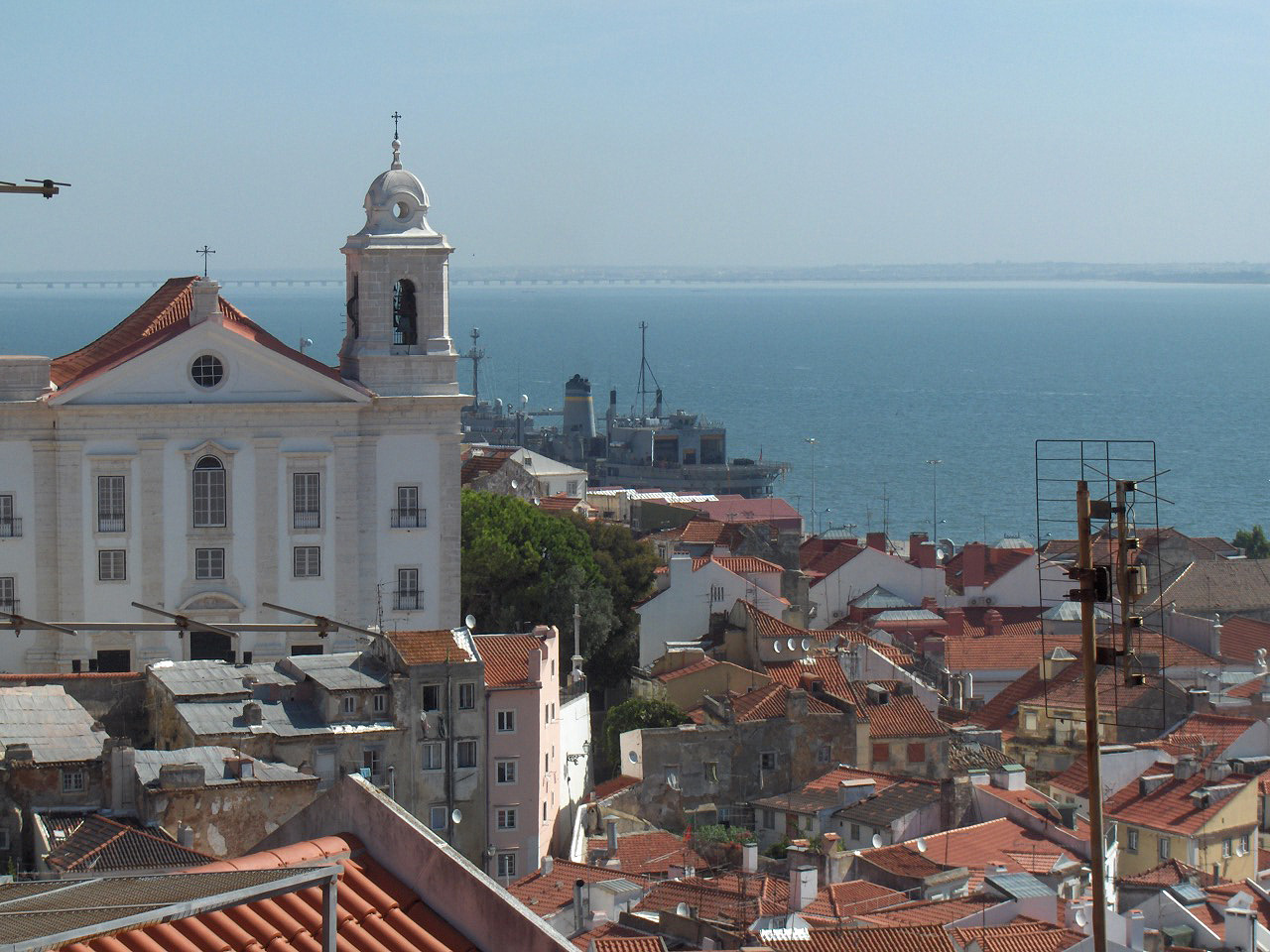
Antena nad osiedlem mieszkaniowym

Przepis art. 24 ust. 1 ustawy o prawie autorskim i prawach pokrewnych stanowi ograniczenie autorskiego prawa do publicznego rozpowszechniania utworu. Ułatwia on dostęp do nadań programów radiowych i telewizyjnych, w tym funkcjonowanie komercyjnych sieci kablowych. Ponadto obniża koszty funkcjonowania infrastruktury przesyłowej i poprawia estetykę przestrzeni publicznej (dzięki tej regulacji używa się mniejszej liczby anten) . Ta postać dozwolonego użytku ma także związek ze sferą prywatną użytkowników.
Odbiorcy reemitowanego nadania powinni stanowić zamknięte grono. Celem tej regulacji jest ułatwienie dostępu do programów w gospodarstwach domowych . Ograniczenie kręgu odbiorców powoduje, że omawiana regulacja ma małe zastosowanie. Użyte w tym przepisie sformułowanie „inna organizacja radiowa lub telewizyjna” mogłoby sugerować, że reemisji w granicach tej postaci dozwolonego użytku może dokonywać jedynie organizacja radiowa lub telewizyjna. Jest to błędne rozumowanie. Wyraz „inna” służy jedynie odróżnieniu od nadawcy, a reemisji może dokonywać każdy.
Korzystanie z utworów za pomocą anteny zbiorowej, która nie wzmacnia sygnału i nie umożliwia dostępu do utworów użytkownikom, którzy bez wzmocnienia sygnału nie odbieraliby programu, nie wkracza w sferę praw autorskich. Zatem konieczne jest wzmacnianie sygnału oprócz odbierania za pomocą anteny zbiorowej i przekazywania go poprzez sieć kablową. Antena zbiorowa i sieć kablowa powinna służyć jedynie usługom, o których mowa w omawianym przepisie (oferowanie dostępu do Internetu, usług telewizji kablowej, odkodowywanie programów za pomocą tej infrastruktury jest wykluczone) . Co do sygnału internetowego, sposób przesyłu nie powinien mieć znaczenia, jednak wydaje się, że w ramach przesyłu drogą inną niż satelitarna lub naziemna wykluczony jest webcasting.
Kolejna grupa przesłanek wiąże się z pojęciem reemisji (art. 6 ust. 1 pkt 5 ustawy o prawie autorskim i prawach pokrewnych). Równoczesność nadawania oznacza nadawanie w czasie rzeczywistym, bez opóźnienia innego niż wynikające z przesyłu fal . Nadawanie z zachowaniem integralności programu to nadawanie bez ingerencji w treść ani formę programu. Reemitowaniem nie jest nadawanie fragmentaryczne (niektórych utworów lub niektórych warstw utworów), nadawanie uprzednio utrwalonych utworów, oferowanie możliwości wyboru w programie. Reemisja jest odpłatna wtedy, gdy użytkownicy ponoszą w związku z nią jakiekolwiek koszty (np. konserwacji środków technicznych) lub wtedy, gdy podmiot zapewniający reemisję pobiera opłaty za korzystanie z rozpowszechnianych utworów. W przypadku zajęcia drugiego stanowiska trudno ustalić, które czynności są dopuszczalne. Zdaniem niektórych prawników przepis jest powtórzeniem zasady udziału podmiotu praw autorskich w jakichkolwiek korzyściach użytkownika.

### Publiczny odbiór nadawanych utworów

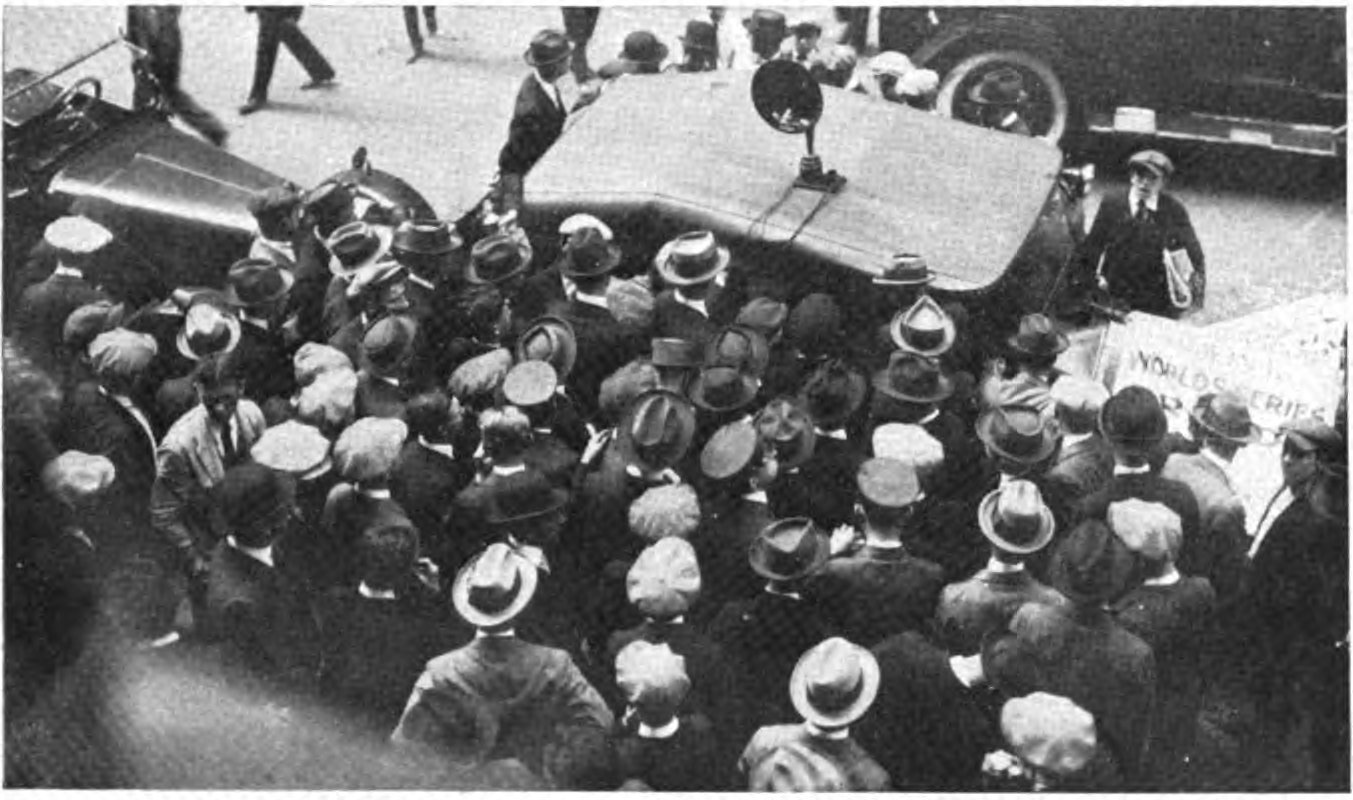
Przechodnie słuchają wiadomości radiowych

Postać dozwolonego użytku uregulowana w art. 24 ust. 2 ustawy o prawie autorskim i prawach pokrewnych jest nazywana „odbiorczą”, w odróżnieniu od wyżej omówionej – „nadawczej”. Odpowiada ona potrzebom praktyki i nie narusza interesów autorów, ponieważ po pierwsze: ustalenie grona odbiorców, potrzebne do ustalenia wysokości wynagrodzenia autorskiego, jest zasadniczo niemożliwe, po drugie: publiczny odbiór promuje twórczość, po trzecie: urządzenia są używane zgodnie z prawem i z ich przeznaczeniem.
Beneficjentami tej postaci dozwolonego użytku są posiadacze urządzeń służących do odbioru programu radiowego lub telewizyjnego. Omawiana regulacja nie odnosi się do urządzeń, które służą jedynie do odtwarzania utworów. Ma ona zastosowanie do tych, które mają funkcję równoczesnego i integralnego odbierania programów radiowych lub telewizyjnych. Obejmuje to m.in. urządzenia wielofunkcyjne.
Sformułowanie „miejsce ogólnie dostępne” zostało użyte celowo, by uniknąć wątpliwości związanych z interpretacją pojęcia „miejsca publicznego”. Ogólnie dostępne jest miejsce, do którego dostęp ma każdy. Nie ma znaczenia, czy istnieją warunki wstępu do tego miejsca, a jedynie to, że grono odbiorców nie jest zamknięte i należących do tego grona nie można zidentyfikować .
Najwięcej wątpliwości wywołuje wymóg braku osiągania korzyści majątkowej. Chodzi nie tylko o korzyści osiągane bezpośrednio (pobieranie opłat za dostęp), ale także pośrednio. Rozróżnia się sytuacje, w których odbiór nadawanych utworów odbywa się jedynie na potrzeby osób pracujących w miejscu ogólnie dostępnym, od tych, w których z nadawanymi utworami może zapoznać się ogół osób przebywających w tym miejscu. W przypadku, gdy miejscem ogólnie dostępnym jest miejsce działania przedsiębiorcy, znaczenie ma także to, czy odbieranie utworów może wpłynąć na decyzje konsumentów. Przykładem publicznego odbioru nadawanych utworów służącego celom komercyjnym jest odbieranie utworów muzycznych w centrach handlowych. Wydaje się, że dotyczy to także usług przewozowych i hotelarskich.

## Użytek w celach informacyjnych

### Przedruk
Na podstawie art. 25 ustawy o prawie autorskim i prawach pokrewnych prasa, radio i telewizja mogą korzystać ze szczegółowo określonych kategorii cudzych utworów poświęconych tematom, którymi w danym momencie interesuje się opinia publiczna. Wyjątkowo (na tle innych postaci dozwolonego użytku) twórcy mogą zabronić korzystania z pewnych kategorii utworów. Mają także prawo do wynagrodzenia z tytułu dozwolonego użytku .

### „Cytat” informacyjny
Art. 26 ustawy o prawie autorskim i prawach pokrewnych wprowadza wyjątek, na podstawie którego osoba przygotowująca sprawozdanie z wydarzenia może przytoczyć udostępnione na tym wydarzeniu utwory. Ta regulacja ma swoje źródło w art. 10bis ust. 2 konwencji berneńskiej oraz art. 5 ust. 3 lit. c dyrektywy 2001/29/WE .
Na ten przepis może powołać się każdy, kto sporządza sprawozdanie z aktualnego wydarzenia . Sporządzenie sprawozdania ma nastąpić „w granicach uzasadnionych celem informacji”, czyli nie tylko informacyjnych, ale także np. kontrolnych. Jego publikacja powinna nastąpić niezwłocznie. Zaproponowano, aby sprawozdania internetowe były eksponowane przez krótki czas po wydarzeniu (1–2 dni) .
Chociaż przepis polskiej ustawy jest sformułowany tak, jakby miał szerszy zakres, ma on zastosowanie głównie do sytuacji, w których udostępnione utwory stanowią tło wydarzenia. Wynika to z interpretacji przepisu konwencji berneńskiej. Ze względu na użycie wyrazu „przytaczać” ta postać dozwolonego użytku jest nazywana „dużym cytatem”, „cytatem informacyjnym”. Możliwość przytoczenia utworu ma zapobiec usuwaniu elementów rzeczywistości .

### Przemówienia publiczne

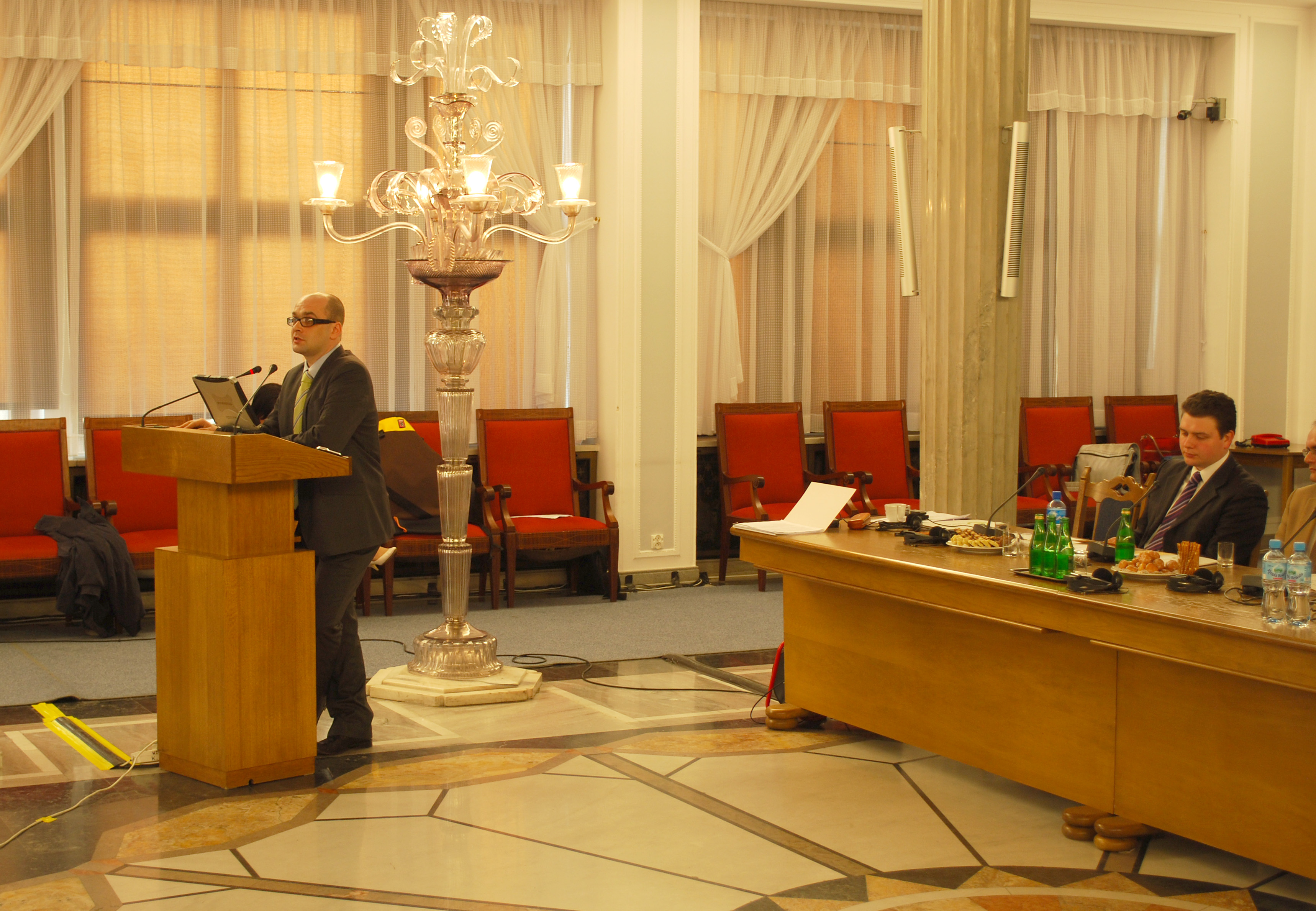
Publiczne wystąpienie w Sejmie

W ramach nowelizacji z 2015 uchylono art. 25 ust. 1 pkt 4 ustawy o prawie autorskim i prawach pokrewnych i dodano art. 261. Zmiany wprowadzono w celu dostosowania polskiego unormowania do brzmienia art. 5 ust. 3 lit. f dyrektywy 2001/29/WE.
Na ten przepis może się powołać każdy, a nie, jak wcześniej, jedynie prasa, radio i telewizja. Na podstawie tej postaci dozwolonego użytku wolno korzystać z określonych rodzajów (gatunków) wypowiedzi wygłoszonych publicznie: przemówień politycznych i mów wygłoszonych na publicznych rozprawach, a także fragmentów publicznych wystąpień, wykładów oraz kazań.
Wypowiedź jest publiczna wówczas, gdy audytorium stanowi otwarte grono. Wygłoszeniem wypowiedzi nie jest nagranie jej z zamiarem publicznego odtworzenia . Dopuszczalne jest korzystanie w granicach uzasadnionych celem informacji, w tym nadawanie wypowiedzi na żywo i publikowanie streszczeń wypowiedzi. Nie tylko publikacja, ale każde rozpowszechnianie zbiorów tego rodzaju utworów jest wykluczone .

## Użytek w celach dydaktycznych i naukowych

### Użytek szkolny
Art. 27 ustawy o prawie autorskim i prawach pokrewnych pozwala korzystać w pewnym zakresie z utworów instytucjom prowadzącym działalność dydaktyczną lub naukową. Ułatwia to popularyzację wiedzy i rozwój nauki. Na ten przepis mogą powoływać się instytucje oświatowe, uczelnie i jednostki naukowe, a nie mogą się powołać organizacje pozarządowe, które nie prowadzą instytucji oświatowej, uczelni czy jednostki naukowej.

### Podręczniki, wypisy i antologie

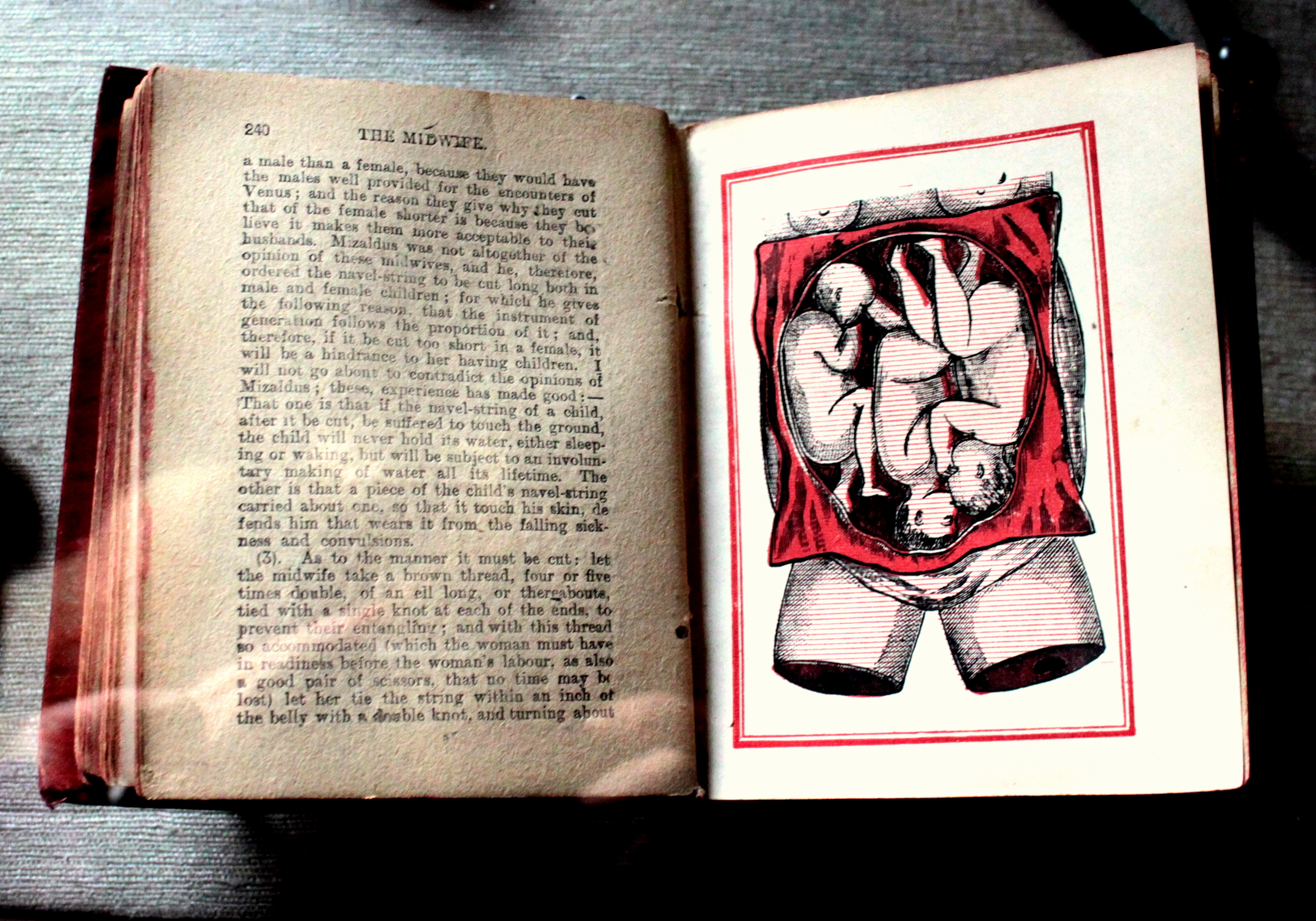
Rysunek w starym podręczniku medycyny

Celem regulacji zawartej w art. 271 ustawy o prawie autorskim i prawach pokrewnych jest ułatwienie dostępu do zbiorów niewielkich twórczych materiałów edukacyjnych, których wspólne wykorzystywanie służy nauczaniu lub badaniom naukowym. Do 2015 ta postać dozwolonego użytku była uregulowana w art. 29 ust. 2–3. Nie jest to szczególna postać tzw. prawa cytatu. Dlatego też przeniesiono ją do art. 271.
Ustawa nie definiuje podręcznika, wypisu ani antologii. Specjaliści nie zawsze omawiają oddzielnie tych pojęć. Wydaje się, że dla ustalenia, czy dany utwór jest dydaktycznym lub naukowym podręcznikiem, wypisem lub antologią, rozstrzygający jest cel jego stworzenia, a nie na przykład użycie odpowiedniego wyrazu w tytule utworu. Z perspektywy dowodowej jest to korzystny zabieg. Z pewnością jest nim realizowanie założeń programowych w edukacji uczniów i studentów lub ułatwienie prowadzenia badań naukowych. Odwołuje się do chrestomatii, terminu użytego w brukselskiej redakcji konwencji berneńskiej, który jest źródłem terminu „wypis”. To zrównuje pojęcia wypisów i dydaktyczno-naukowych antologii. Materiały służące do indywidualnej edukacji, w tym hobbystycznej, nie są tworzone w celach dydaktycznych, nawet jeżeli mają formę podręczników, zatem ich tworzenie nie ma podstawy w omawianym przepisie.
W omówionych utworach wolno zamieszczać rozpowszechnione drobne utwory lub fragmenty większych utworów. Pojęcia „drobny” i „większy utwór” zostały omówione w artykule o prawie cytatu. O rozmiarze zamieszczonego utworu, podobnie jak o rozmiarze cytatu i rozmiarze utworu zwielokrotnianego w ramach „dozwolonego użytku szkolnego”, decyduje cel korzystania. Rodzaj utworu może być pomocniczym kryterium. Cytowanie twórczych baz danych w podręcznikach, wypisach i antologiach jest wyłączone na podstawie art. 301 ustawy o prawie autorskim i prawach pokrewnych. Zdaniem części prawników brak takiego wyłączenia byłby sprzeczny z testem trójstopniowym. Niektórzy są innego zdania . Zamieszczenie całego drobnego utworu, który wcześniej nie był osobno rozpowszechniony, może być problematyczne. Z tytułu zamieszczenia utworu w podręczniku, wypisie lub antologii twórcy przysługuje prawo wynagrodzenia.

### Użytek biblioteczny
Na podstawie art. 28 ustawy o prawie autorskim i prawach pokrewnych niektóre instytucje mogą bez zgody podmiotów praw autorskich niekomercyjnie udostępniać utwory (użyczać egzemplarze utworów) w zakresie swojej działalności statutowej. W ramach nowelizacji z 2015 wprowadzono prawo do wynagrodzenia dla podmiotów praw autorskich z tytułu omawianego publicznego użyczania (public lending right). To wynagrodzenie dotyczy wyłącznie drukowanych egzemplarzy utworów literackich wyrażonych w języku polskim, użyczanych na zewnątrz przez biblioteki publiczne, z wyjątkiem Biblioteki Narodowej.

## Prawo cytatu i podobne

### Prawo cytatu
Na podstawie art. 29 ustawy o prawie autorskim i prawach pokrewnych wolno umieszczać we własnych utworach „urywki” cudzych utworów, a cudze utwory plastyczne, fotograficzne oraz „drobne” – w całości. „Urywek” to mała część, mniejsza niż fragment. „Urywek (…) odznacza się niewielkimi rozmiarami w zestawieniu z objętością utworu, z którego został zaczerpnięty”. Ponadto cytat musi znajdować się w utworze stanowiącym samoistną całość. Wydaje się, że chodzi o materiał, który – pozbawiony cytatów – wciąż byłby utworem. Cytowanie jest dozwolone, jeżeli jest uzasadnione funkcją cytatu. W ramach nowelizacji z 2015 zrezygnowano z wyczerpującego wyliczenia dozwolonych celów cytatu.

### Parodia, pastisz i karykatura

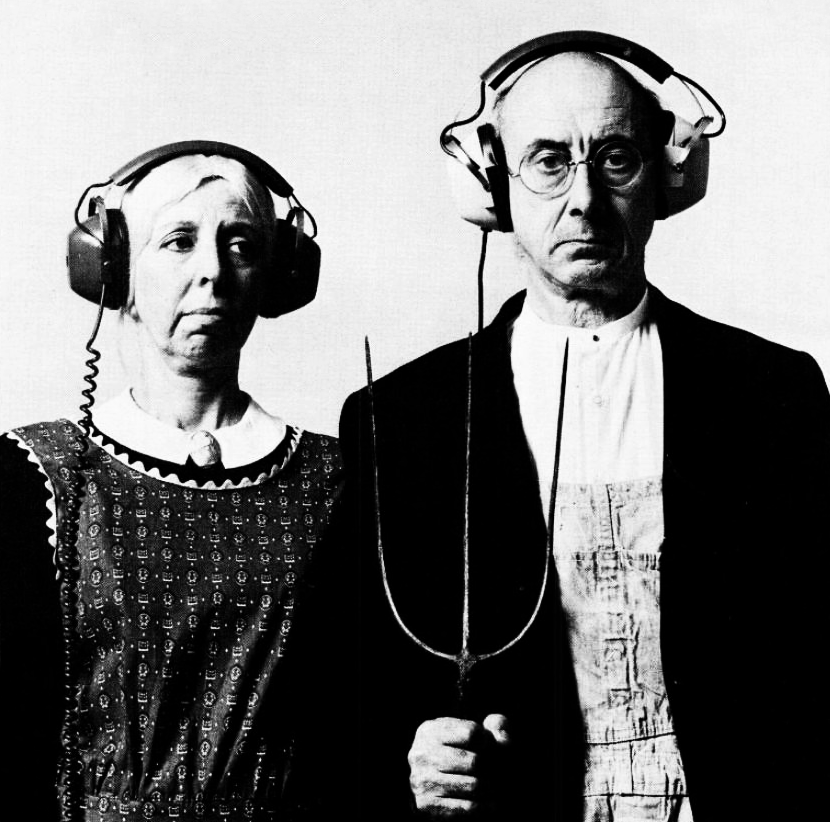
Parodia obrazu American Gothic

Do czasu nowelizacji z 2015 dozwolone korzystanie z utworów na potrzeby parodii, pastiszu i karykatury wywodzono z dozwolonego cytowania w zakresie uzasadnionym prawami gatunku twórczości. Jeżeli dana parodia, pastisz lub karykatura była utworem inspirowanym, nie dochodziło do wkroczenia w sferę praw wyłącznych. Jednak ogólne ustalenie, czy wymienione gatunki należą do twórczości zależnej czy niezależnej, jest trudne. Wyodrębniono tę postać dozwolonego użytku w art. 291 ustawy o prawie autorskim i prawach pokrewnych, implementując art. 5 ust. 3 lit. k dyrektywy 2001/29/WE.
Parodia to utwór, który humorystycznie nawiązuje do istniejącego utworu. W 2014 Trybunał Sprawiedliwości Unii Europejskiej (TSUE) orzekł, że pojęcie parodii należy interpretować jednolicie na obszarze całej Unii Europejskiej. Korzystanie z parodii nie może zastępować korzystania z parodiowanego utworu (musi być odróżnialna). TSUE zastrzegł też, że parodia nie może dyskryminować ze względu na rasę, kolor skóry lub pochodzenie etniczne. Pastisz zawiera niehumorystyczne nawiązania do cech utworu lub stylu i niekoniecznie jest materiałem twórczym. Pastisz nie nawiązuje do konkretnego utworu, tylko „imituje poetykę”. Karykatura wyolbrzymia cechy przedmiotu, do którego się odnosi.
Wywodzenie tych gatunków twórczości z tzw. prawem cytatu było obarczone błędami. Parodia, pastisz i karykatura nie polegają na przytoczeniu cudzego utworu, a na jego modyfikacji. Po drugie ta modyfikacja nie musi być twórcza. Z drugiej strony do 2015 przepis nie wskazywał wprost na dozwolone gatunki twórczości. Dlatego od 2015 wyznaczenie zakresu pojęć omawianych gatunków twórczości może odgrywać większą rolę. „Ze względu na specyfikę” pastiszu i karykatury omawiana regulacja ma wobec nich rzadsze zastosowanie niż wobec parodii.

### Niezamierzone włączenie utworu
Art. 292 ustawy o prawie autorskim i prawach pokrewnych jest odpowiednikiem art. 5 ust. 3 lit. i dyrektywy 2001/29/WE. Zamierzone włączenie utworu jest rozpatrywane na podstawie art. 29, regulującego tzw. prawo cytatu. Tak jak „cytat” informacyjny (art. 26), omawiana regulacja zdejmuje z użytkownika ciężar usuwania elementów utworu. Chodzi o sytuacje, w których włączony utwór stanowi tło zasadniczych elementów utworu, do którego został włączony. Brak znaczenia dla utworu, do którego utwór został włączony, oznacza, że włączony utwór mógłby zostać usunięty lub zamieniony na inny bez wpływu na korzystanie z utworu, do którego został włączony.

## Inne postaci dozwolonego użytku publicznego

### Tymczasowe zwielokrotnianie utworów w postaci cyfrowej
Art. 231 ustawy o prawie autorskim i prawach pokrewnych jest wynikiem uwzględniania zmian w sposobie korzystania z utworów w postaci cyfrowej w stosunku do postaci analogowej. Odpowiednikiem tego przepisu w dyrektywie 2001/29/WE jest art. 5 ust. 1, jedyna postać dozwolonego użytku obligatoryjna dla wszystkich państw członkowskich. Ten przepis został zmieniony w ramach nowelizacji w 2015. W uzasadnieniu stwierdzono, że obligatoryjność tego przepisu wymaga szczególnie precyzyjnej implementacji.
Omawiana regulacja rozstrzyga wątpliwości występujące do 2004. Stanowi ona, że sporządzenie tymczasowej kopii w pamięci operacyjnej urządzenia przetwarzającego utwory w postaci cyfrowej, od którego jest uzależnione zapoznanie się z takim utworem, stanowi akt zwielokrotnienia i wkroczenia w wyłączne prawa podmiotu praw autorskich. Celem tego przepisu jest umożliwienie użytkownikowi korzystania z utworów w postaci cyfrowej.
Omawiany przepis zawiera pięć przesłanek. Niektórzy wyodrębniają trzy rodzaje przesłanek, których spełnienie jest warunkiem dopuszczalności korzystania: techniczne, ekonomiczną i celowościowe:
1. tymczasowe przejściowe lub tymczasowe incydentalne zwielokrotnianie oraz zwielokrotnianie stanowiące integralną i niezbędną część procesu technologicznego,
2. zwielokrotnianie niemające samodzielnego znaczenia gospodarczego,
3. zwielokrotnianie w celu przekazu utworu w systemie teleinformatycznym pomiędzy osobami trzecimi przez pośrednika lub zgodnego z prawem korzystania z utworu[24] .

Wymienione przesłanki kilkukrotnie interpretował Trybunał Sprawiedliwości Unii Europejskiej. Tymczasowe i przejściowe jest takie zwielokrotnianie, które „ogranicza się do okresu, który jest niezbędny dla prawidłowego funkcjonowania rozpatrywanego procesu technologicznego”. Z kolei zwielokrotnianie tymczasowe i incydentalne to takie, w przypadku którego tymczasowe kopie istnieją dłużej, przykładowo na serwerach pośredniczących lub w pamięci podręcznej (ang. cache). Zwielokrotnianie stanowi integralną i niezbędną część procesu technologicznego wtedy, gdy ma miejsce wyłącznie w ramach procesu technologicznego i gdy warunkuje zaistnienie tego procesu. W 2015 poprawiono implementację dyrektywy 2001/29/WE, zmieniając wyraz „podstawową” na „niezbędną”. Jest to wymóg zbyt restrykcyjny w stosunku do istniejących usług informatycznych.
Brak samodzielnego znaczenia gospodarczego nie dotyczy samego korzystania, tylko tymczasowych kopii utworów. Istnienie tych kopii nie może być osobnym powodem odniesienia korzyści wykraczających poza korzyści wynikające z korzystania z utworu. Korzystanie z tych kopii nie może także zastępować korzystania z „docelowych” utworów.
Pierwsza przesłanka celowościowa (pkt 1 omawianego przepisu) zezwala na zwielokrotnianie przez pośrednika transmitującego utwory. Nadający i odbierający utwory nie są zwolnieni z wykazania legalności swojego działania. Druga przesłanka celowościowa (pkt 2 przepisu) dotyczy głównie korzystania z utworów w granicach pozostałych postaci dozwolonego użytku . Według prawodawcy unijnego chodzi o przeglądanie (browsing) i zapisywanie utworów w pamięci podręcznej (caching).

### Ceremonie religijne, oficjalne uroczystości, imprezy szkolne i akademickie
Art. 31 ustawy o prawie autorskim i prawach pokrewnych zezwala na organizowanie oprawy niektórych wydarzeń publicznych. Oddzielono dwie postaci dozwolonego użytku, tak by ust. 1 dokładniej odpowiadał brzmieniu art. 5 ust. 3 lit. g dyrektywy 2001/29/WE. W tej sytuacji ust. 2 stanowi wyłącznie analogową postać dozwolonego użytku, nieuregulowaną w dyrektywie 2001/29/WE, która stanowi „mały wyjątek” w rozumieniu konwencji berneńskiej.
Beneficjentem art. 31 ust. 1 jest każdy, kto korzysta z utworów w ramach ceremonii religijnych i oficjalnych uroczystości organizowanych przez władze publiczne, a także organizatorzy tych ceremonii i uroczystości . W 2015 zrezygnowano z wymogu rozpowszechnienia utworów. Jak zauważono w uzasadnieniu do nowelizacji ustawy, ta zmiana zezwala na korzystanie z utworów objętych wcześniej cenzurą. Ponadto, zamiast jednego pola eksploatacji (publiczne wykonanie utworu) dopuszczono każde korzystanie. To oznacza, że wolno korzystać z dotychczas wykorzystywanych utworów w inny sposób (np. zwielokrotniać i publicznie odtwarzać uprzednio zwielokrotnione utwory), ale także wolno korzystać z innych kategorii utworów (np. utwory plastyczne).
Na art. 31 ust. 2 mogą powołać się osoby wykonujące lub odtwarzające utwory, a także osoby organizujące imprezy szkolne i akademickie . Ta regulacja zezwala jedynie na korzystanie z utworów rozpowszechnionych, na dwa sposoby. W zakres publicznego wykonania utworu wchodzi także wykonanie „na żywo” z wykorzystaniem środków komunikacji na odległość oraz uprzednie utrwalenie wykonania dokonane na potrzeby dozwolonego odtworzenia.
Obydwie regulacje zawierają wymóg braku osiągania bezpośredniej lub pośredniej korzyści majątkowej. Nie jest pewne, czy choćby częściowy zwrot kosztów wydarzenia jest dopuszczalny. Część prawników udziela odpowiedzi pozytywnej, część jest odmiennego zdania. Przepisy nie określają podmiotu, który ma nie osiągać korzyści. Oznacza to, że omawiany wymóg dotyczy każdego, kto jest związany z organizacją wydarzenia. Jednak według niektórych prawników nie stosuje się go do podmiotów „technicznych” (obsługi sprzętu, ochrony osób i mienia na wydarzeniu) . W przypadku korzystania na podstawie ust. 2 obowiązuje dodatkowy wymóg nieodpłatności korzystania i braku wynagrodzenia dla wykonawców i osób odtwarzających utwory. Rezygnacja z tych wymogów w ust. 1 oznacza, że korzystanie z utworów w ramach obowiązków pracowniczych jest dopuszczalne. Chodzi m.in. o orkiestry czy zespoły reprezentacyjne . Wymóg nieodpłatności także przed nowelizacją nie dotyczył ceremonii religijnych i oficjalnych uroczystości organizowanych przez władze publiczne, zasadniczo bezpłatnych .
Celem regulacji zawartej w ust. 3 jest wyłączenie z zakresu dozwolonego użytku korzystania dokonywanego w celu komercyjnym lub takiego, które kojarzyłoby twórcę z opcją polityczną . Zdaniem części specjalistów ten przepis jest zbędny, skoro spis wydarzeń, w czasie których wolno korzystać z utworów, już nie jest przykładowy. Według innych ust. 3 ma zastosowanie do sytuacji, w których imprezy, o których mowa w ust. 1 i 2, są łączone z tymi, o których mowa w ust. 3. Niektóre wydarzenia mają mieszany charakter. Jednak takie sytuacje są „niezwykle rzadkie” .

### Wystawa publiczna egzemplarza utworu plastycznego
Art. 32 ustawy o prawie autorskim i prawach pokrewnych zawiera dwa przepisy dotyczące egzemplarzy utworów plastycznych. Z tą kategorią utworów wiążą się trudności w oddzieleniu sfery nośnika (praw rzeczowych) i utworu (praw na dobrach niematerialnych). Wydaje się, że jedynie przepis ust. 1 stanowi postać dozwolonego użytku. Przepis ust. 2 reguluje wykonywanie prawa własności egzemplarza utworu i chroni głównie osobiste interesy twórcy.
Na podstawie art. 32 ust. 1 właścicielowi egzemplarza utworu plastycznego wolno publiczne rozpowszechniać utwór. Pojęcie właściciela jest jasne i znaczenie tego terminu wynika z norm prawa cywilnego. Istnieje propozycja, by stosować ten przepis także do utworów fotograficznych i wzorów przemysłowych. Jest to wyjątek od zasady unormowanej w art. 50 pkt 3. Ta regulacja jest niezbędnym dopełnieniem instytucji wyczerpania prawa . Omawiany przepis nie wymaga uprzedniego rozpowszechnienia utworu.
W związku z korzystaniem dozwolonym na podstawie art. 32 ust. 1 nie może łączyć się osiąganie korzyści majątkowych. Wolno pobierać opłaty „niezbędne dla pokrycia kosztów obsługi”. Część prawników zajmuje przeciwne stanowisko. Przepis nie wskazuje, czyje korzyści majątkowe są niedopuszczalne. Zdaniem niektórych specjalistów chodzi jedynie o właściciela, dlatego uzyskiwanie pośrednich korzyści osiągniętych ze sponsoringu wystawy nie wykracza poza dozwolony użytek. Niektórzy badacze twierdzą, że krąg podmiotów jest szerszy. W odróżnieniu od utworów muzycznych, omawiane korzystanie dokonywane w miejscu działania przedsiębiorcy nie wpływa na decyzję konsumentów, zatem jest dopuszczalne .

### Rozpowszechnianie utworów dostępnych w niektórych miejscach publicznych

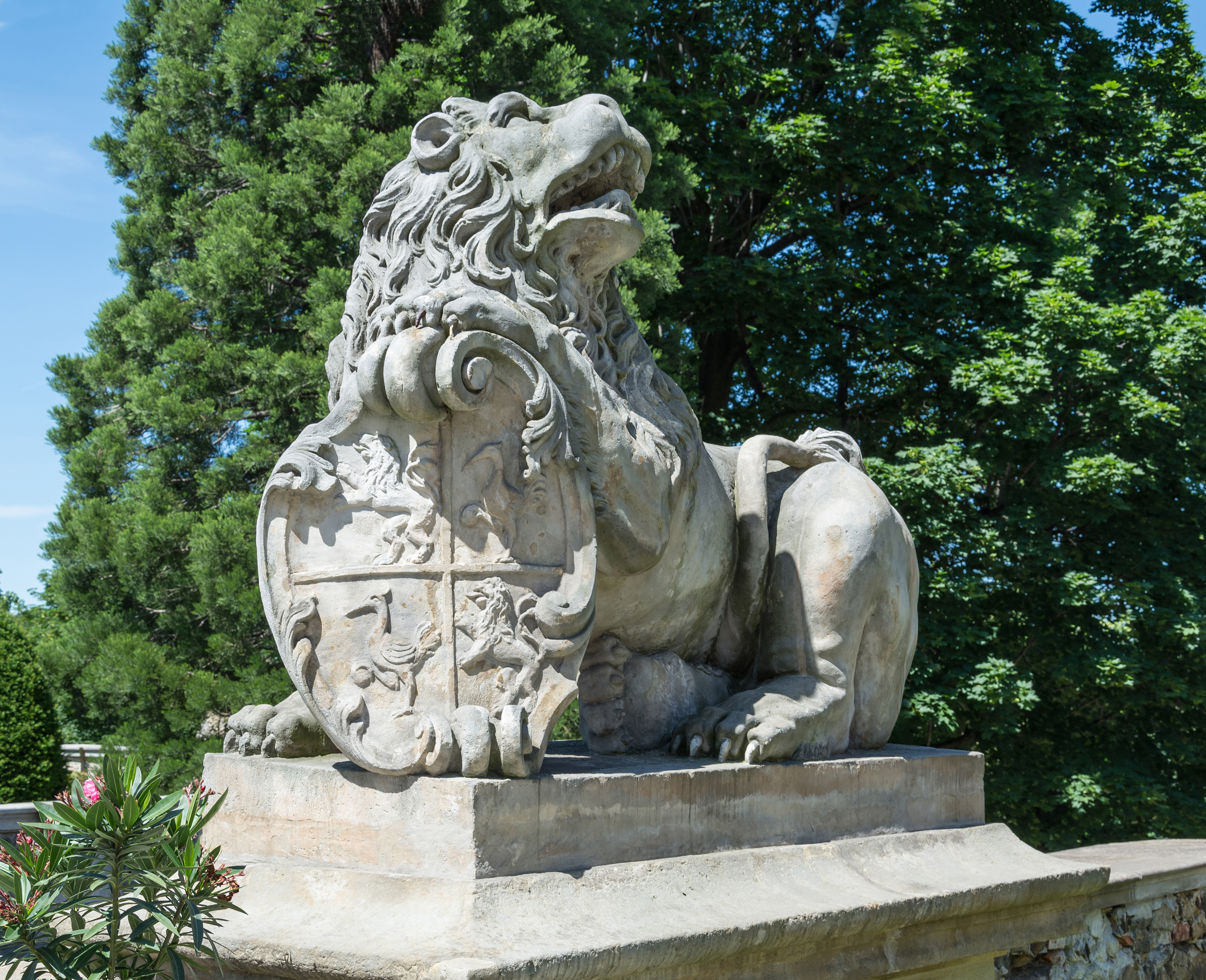
Rzeźba lwa z herbem dynastii askańskiej, Książ

Art. 33 pkt 1 ustawy o prawie autorskim i prawach pokrewnych zezwala na rozpowszechnianie utworów wystawionych na stałe na ogólnie dostępnych drogach, ulicach, placach lub w ogrodach. Wolność panoramy w Polsce nie obejmuje rozpowszechniania utworów znajdujących się we wnętrzach oraz na terenie nieruchomości niedostępnych dla każdego. Perspektywa, z której utrwalono obraz, nie ma znaczenia. Przykładowo obraz „z lotu ptaka” jest równie dopuszczalny jak obraz z poziomu gruntu.

### Rozpowszechnianie utworów w encyklopediach i atlasach

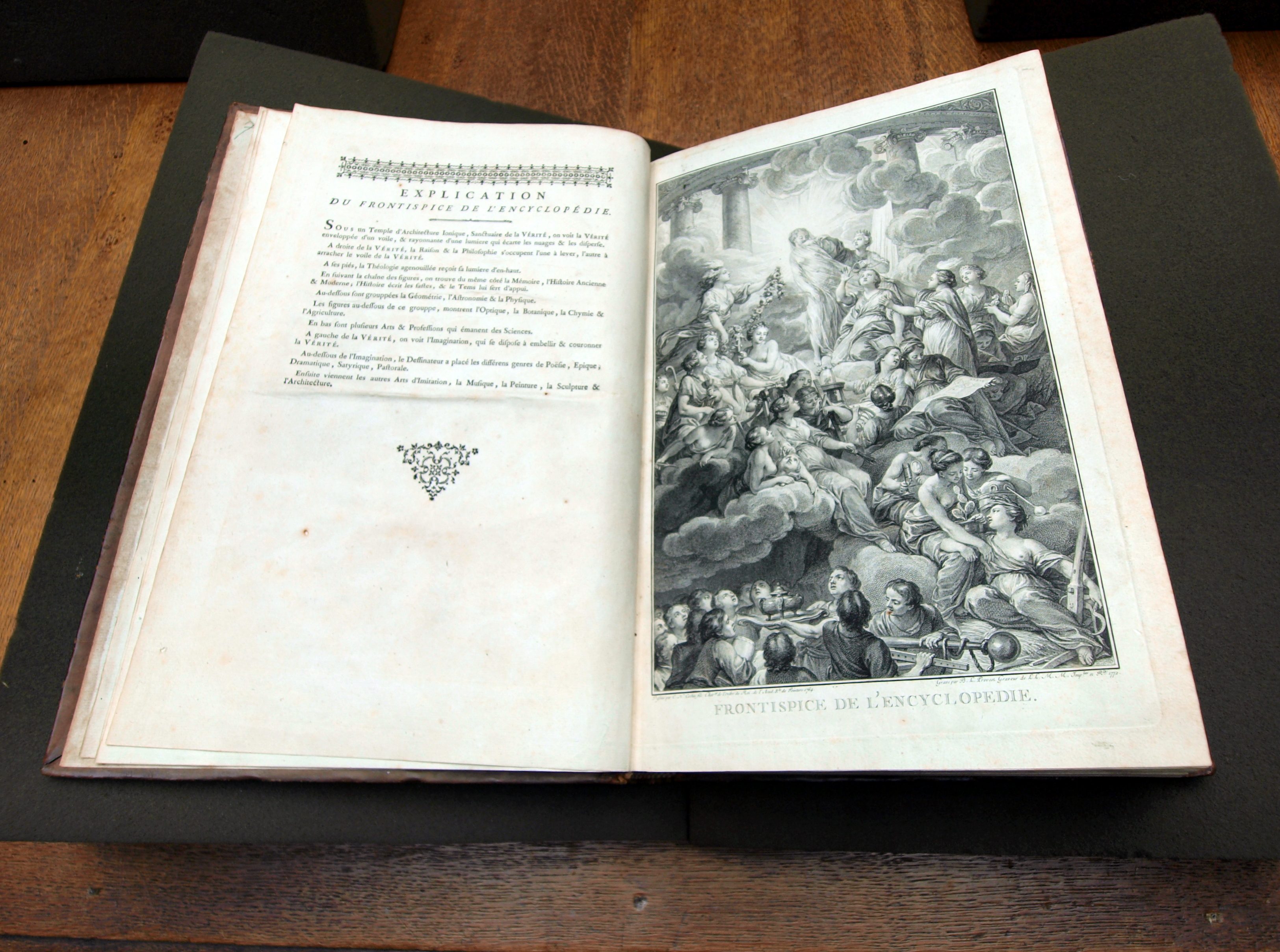
Ilustracja w encyklopedii, tu: Wielkiej Encyklopedii Francuskiej

Art. 33 pkt 3 ustawy o prawie autorskim i prawach pokrewnych dopuszcza, pod pewnymi warunkami, rozpowszechnianie utworów plastycznych i fotograficznych w encyklopediach i atlasach bez zgody twórcy. Pojęcie atlasu należy rozumieć szeroko.
Korzystanie jest dozwolone, jeżeli użytkownik napotkał „trudne do przezwyciężenia przeszkody”. Przez to rozumie się albo niemożność nawiązania jakiegokolwiek kontaktu, albo niemożność osiągnięcia porozumienia. Pierwsza interpretacja wiąże omawianą regulację z problematyką utworów osieroconych i tzw. „starannymi poszukiwaniami”. Niektórzy specjaliści opowiadają się za drugą interpretacją.

### Korzystanie dla dobra osób niepełnosprawnych
Art. 331 ustawy o prawie autorskim i prawach pokrewnych jest implementacją art. 5 ust. 3 lit. b dyrektywy 2001/29/WE, a także odpowiednikiem regulacji zawartych w marrakeszańskim traktacie WIPO z 27 czerwca 2013. Wprowadzenie tej postaci dozwolonego użytku ma przeciwdziałać wykluczeniu społecznemu, ułatwiać dostęp do wiedzy i kultury. Przepis nie precyzuje kategorii utworów objętych dobrodziejstwem tej postaci dozwolonego użytku. Na podstawie art. 77 nie stosuje się omawianego przepisu do programów komputerowych, co stanowi przeszkodę w realizacji celu tej postaci dozwolonego użytku.
Z pkt 43 preambuły dyrektywy 2001/29/WE wynika, że wykorzystanie „dla dobra osób niepełnosprawnych” nie jest tożsame z istotą dozwolonego użytku prywatnego. Z tej postaci dozwolonego użytku może korzystać każdy, kto działa na rzecz niepełnosprawnych (niekoniecznie będący osobą fizyczną), a nie sam niepełnosprawny. Między zakresami omawianego przepisu a przepisem o dozwolonym użytku prywatnym zachodzi stosunek krzyżowania. Orzeczenie o niepełnosprawności osoby, na której rzecz odbywa się korzystanie, nie jest konieczne .
Dwie następne przesłanki zostały w polskiej ustawie sformułowane w nieporadny sposób. Pierwsza z nich odnosi się do podmiotu tej postaci dozwolonego użytku (korzystanie ma być uzależnione od rodzaju niepełnosprawności), a druga – do przedmiotu (liczba i rozmiar utworów mają umożliwiać zapoznanie się z utworami).
Zasada rozstrzygania wątpliwości na korzyść twórcy może prowadzić do zawężenia grona beneficjentów o podmioty, które korzystają z utworów w taki sposób, że nie jest jasne, czy przeważa cel zarobkowy czy inny (chodzi m.in. o zakłady aktywizacji zawodowej). Ta postać dozwolonego użytku powinna być oceniana jako odpowiadająca potrzebom organizacji non-profit. Jednak ocenie podlega rodzaj korzystania, a nie prowadzonej działalności . Pobieranie opłat wyrównujących poniesione nakłady jest dopuszczalne.

### Korzystanie dla celów bezpieczeństwa publicznego oraz postępowań administracyjnych, sądowych lub prawodawczych
Art. 332 ustawy o prawie autorskim i prawach pokrewnych jest odpowiednikiem art. 5 ust. 3 lit. e dyrektywy 2001/29/WE. Określa on jedynie cel korzystania z utworów, nie zawiera innych elementów zwykle uwzględnianych w przepisach o dozwolonym użytku publicznym. Taka redakcja przepisu może powodować wątpliwości.
Przedmiotem tej postaci dozwolonego użytku są wszystkie kategorie utworów, oprócz programów komputerowych. Brak wymogu rozpowszechnienia utworu może prowadzić do konkluzji, że ten przepis wyłącza naruszenie autorskiego prawa osobistego do decydowania o pierwszym udostępnieniu utworu publiczności. Jednakże wykorzystanie utworu na podstawie omawianego przepisu nie musi oznaczać publicznego udostępnienia utworu.
Na przesłankę bezpieczeństwa publicznego mogą powołać się przynajmniej te podmioty, których obowiązkiem jest zapewnienie bezpieczeństwa publicznego. Wymienia się także „uprawione organy”. Na przesłankę potrzeb postępowań mogą powoływać się wszyscy uczestnicy tych postępowań. Zdaniem niektórych specjalistów w omawianym artykule zabrakło postępowań przygotowawczych. Nie można tej luki usunąć poprzez zastosowanie przesłanki potrzeb postępowania sądowego ani bezpieczeństwa publicznego. Wykorzystane utwory mogą stanowić przedmiot sporu, zostać wykorzystane w materiale dowodowym i w dowolny inny sposób . Sporządzać sprawozdania z postępowań może każdy, bez względu na zawód czy cel sporządzania sprawozdania . Jednak ten artykuł nie upoważnia do żądania udostępnienia materiałów sprawy osobie nieuprawnionej

### Korzystanie w celu reklamy publicznie dostępnej wystawy lub publicznej sprzedaży utworów

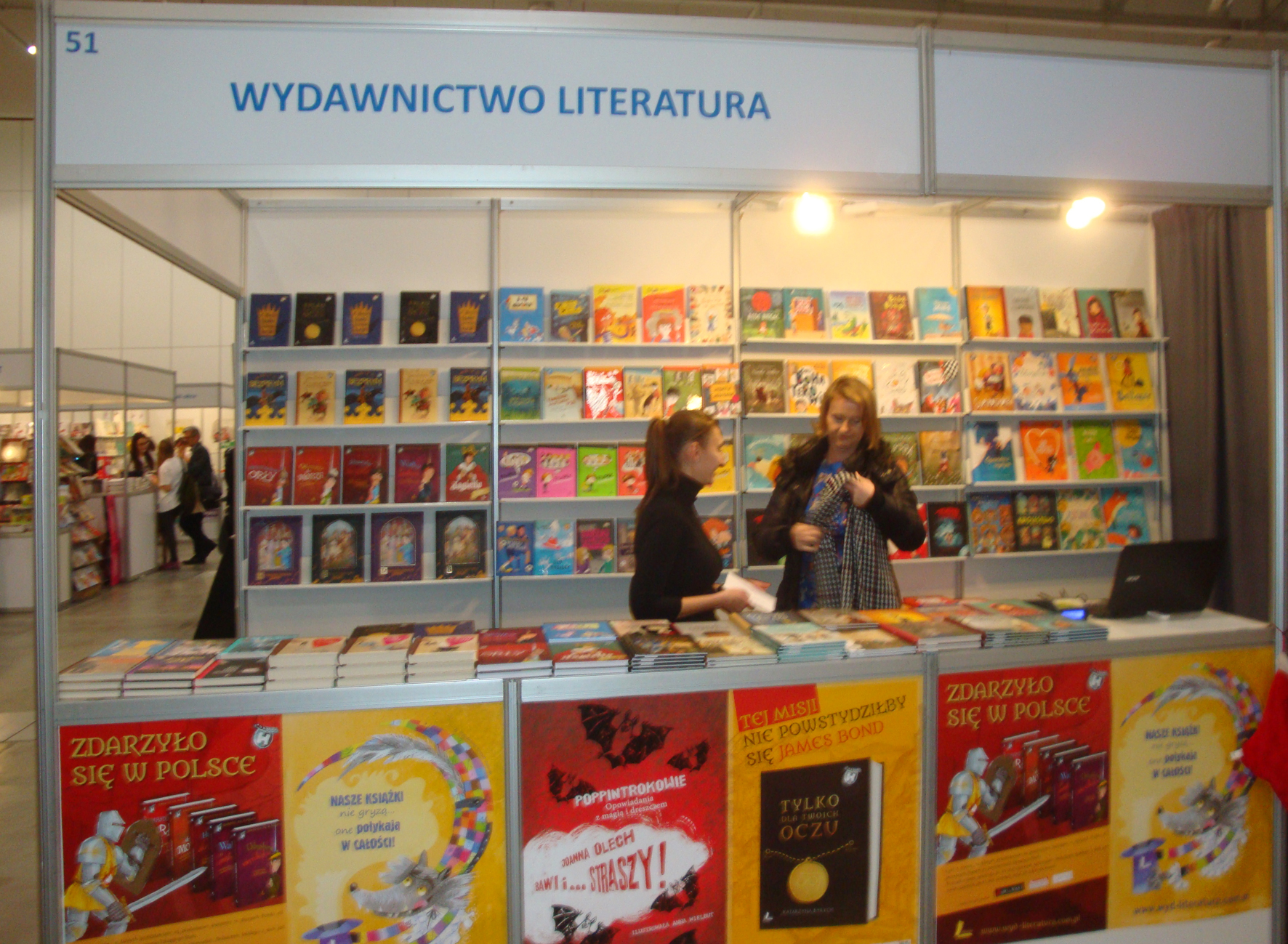
Publiczna reklama książek na Salonie Ciekawej Książki, Łódź 2017

Art. 333 ustawy o prawie autorskim i prawach pokrewnych stanowi implementację art. 5 ust. 3 lit. j dyrektywy 2001/29/WE. Dotyczy on korzystania z utworów w celu reklamy publicznie dostępnej wystawy lub publicznej sprzedaży kopii tych utworów. Na podstawie art. 77 omawiany przepis nie ma zastosowania do programów komputerowych. Do 2015 zakres art. 333 częściowo pokrywał się z art. 33 pkt 2. Uchylono ten drugi przepis i całość regulacji dostosowanej do przepisu dyrektywy uregulowano w jednym miejscu.
Do czasu wejścia w życie nowelizacji z 2015 wątpliwości wzbudzały, niewystępujące w dyrektywie, ustawowe przesłanki egzemplarza utworu oraz rozpowszechnienia utworu. Zdaniem niektórych naukowców przepis miał przez to zmniejszone zastosowanie (o korzystanie z utworów w ulotkach lub folderach promocyjnych). Część prawników jest odmiennego zdania . Reklama publicznych wystaw oraz sprzedaż online nie były dozwolone na podstawie tego przepisu. Takie publiczne udostępnianie utworów nie jest wystawą . Wymóg uprzedniego rozpowszechnienia mógł eliminować dopuszczalność reklamy pierwszej publicznej wystawy lub sprzedaży.
Nie zmienił się wymóg sprzedaży utworów. Chodzi o sprzedaż praw autorskich do utworów. Sprzedaż egzemplarzy utworów jest także dozwolona. Zdaniem niektórych dopuszczenie korzystania z utworów w celu reklamy publicznej sprzedaży praw autorskich do nich znalazłoby zastosowanie do utworów architektonicznych .
Korzystanie powinno odbywać się w zakresie uzasadnionym promocją wystawy lub sprzedaży, a inne handlowe korzystanie jest wykluczone. Poza zakresem tego przepisu znajduje się korzystanie z utworu w celu promocji podmiotu dystrybuującego utwór lub promocji wydarzeń towarzyszących wystawie albo sprzedaży.

### Korzystanie w związku z prezentacją lub naprawą sprzętu
Art. 334 ustawy o prawie autorskim i prawach pokrewnych jest odpowiednikiem art. 5 ust. 3 lit. l dyrektywy 2001/29/WE. Przedmiotem tej postaci dozwolonego użytku są wszystkie kategorie utworów, oprócz programów komputerowych. Ta postać dozwolonego użytku służy prezentacji lub naprawie sprzętu, za pomocą którego korzysta się z utworów. Wymienia się także dzieła techniczne: instrukcje i projekty sprzętu.
Ten przepis został oceniony jako „wyraz nadmiernej troski” o prawa podmiotów praw autorskich. Korzystanie z utworu w związku z prezentacją lub naprawą sprzętu nie jest celem samym w sobie, a jedynie środkiem do okazania działania sprzętu. Tok rozumowania uzasadniałby nałożenie obowiązku uiszczania abonamentu radiowo-telewizyjnego na podmioty prowadzące sprzedaż lub naprawę sprzętu.
Omawiany przepis jest potrzebny ze względu na brzmienie art. 6 pkt 9 ustawy o prawie autorskim i prawach pokrewnych. Rozwiewa on wątpliwości odnośnie do prezentacji lub naprawy sprzętu, jednak pozostawia otwartą kwestię odtwarzania utworów muzycznych klientom sklepów.

### Korzystanie w celu odbudowy lub remontu obiektu budowlanego

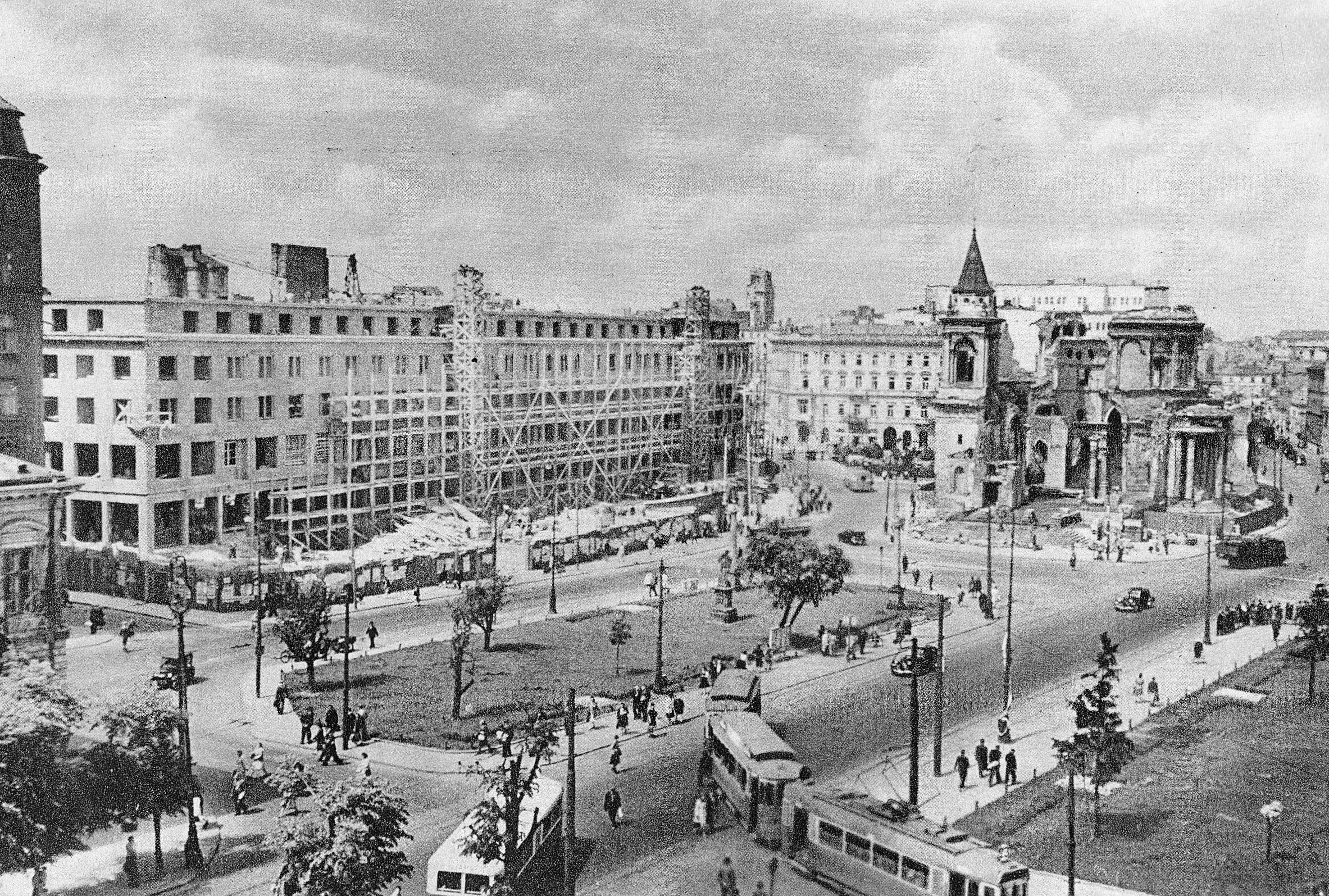
Odbudowa budynków przy placu Trzech Krzyży w Warszawie

Art. 335 ustawy o prawie autorskim i prawach pokrewnych jest odpowiednikiem art. 5 ust. 3 lit. m dyrektywy 2001/29/WE, regulującego korzystanie z utworów do celów budowlanych. Przepis dyrektywy nie został odpowiednio zaimplementowany. Przedmiot tej postaci dozwolonego użytku został określony niespójnie z art. 1 ustawy o prawie autorskim i prawach pokrewnych oraz z brzmieniem dyrektywy (artistic work in the form of a building). Pojęcie „obiekt budowlany”, użyte w art. 335, jest zdefiniowane w art. 3 pkt 1 Prawa budowlanego i nie jest ono tożsame z pojęciem utworu architektonicznego. Pojęcie „obiekt budowlany” jest szersze od pojęcia „utwór architektoniczny” .
Cel wykorzystania utworu w postaci obiektu budowlanego został określony szerzej niż w dyrektywie. W interpretacji pojęć „odbudowy” i „remontu” należy odwołać się do Prawa budowlanego. Zdaniem innych te definicje legalne nie określają wyraźnego podziału między pojęciami, dlatego pierwszeństwo ma wykładnia językowa . Dyrektywa zezwala na wykorzystanie utworu w celu odbudowy (odtworzenia obiektu budowlanego), a w myśl przepisu ustawy można także dokonywać remontu (robót dotyczących istniejącego obiektu). Takie różnice mogą prowadzić do „ewidentnej sprzeczności” w stosowaniu przepisów ustawy i dyrektywy. W takich sytuacjach pierwszeństwo ma przepis dyrektywy.